# Dirk Grempler
Dirk Grempler (* 4. Januar 1968 in Quedlinburg) war Fußballspieler beim 1. FC Magdeburg und beim FSV Lok Altmark Stendal. Er spielte in der DDR-Oberliga, der Oberliga Nordost und in der Regionalliga.

## Karriere
Im Alter von 20 Jahren kam Grempler zur Saison 1988/89 von drittklassigen Bezirksligisten Motor Quedlinburg zur SG Dynamo Eisleben. Hier spielte er eineinhalb Jahre. Als infolge der politischen Wende 1990 der Eislebener Fußball umstrukturiert wurde, wechselte Grempler zum 1. FC Magdeburg, der zu dieser Zeit in der DDR-Oberliga spielte. Sein erstes Pflichtspiel für die 1. Mannschaft der Magdeburger bestritt der 1,83 m große Grempler als rechter Verteidiger am 23. Februar 1990, dem 14. Spieltag der Saison 1989/90, im Oberligapunktspiel 1. FCM – FC Carl Zeiss Jena (0:2). Er wurde bis zum Saisonende in elf weiteren Punktspielen eingesetzt. 1990/91 war er über die gesamte Saison mit 20 Einsätzen Stammspieler des FCM. Da die Magdeburger am Ende der Spielzeit die Qualifikation für die 2. Bundesliga verpasst hatten, spielte Grempler ab 1991/92 nur noch drittklassig in der Amateur-Oberliga Nordost. Hier absolvierte er bis zum Ende der Saison 1993/94 70 Punktspiele. Seinen zwei Toren aus der DDR-Oberliga fügte er weitere 14 Treffer hinzu. Zwischen 1990 und 1994 wirkte er außerdem in 17 nationalen und zwei Europapokalspielen mit.
Im Juli 1994 verließ Grempler den 1. FC Magdeburg und schloss einen Vertrag beim FSV Lok Altmark Stendal ab, der sich im Gegensatz zu den Magdeburgern für die neue Regionalliga qualifiziert hatte. Als Grempler nach der Saison 2000/01 seine Laufbahn als aktiver Fußballspieler beendete, hatte er für den FSV Lok Altmark 188 Pflichtspiele bestritten. Bis 2004 war er Spielertrainer beim Osterburger FC, danach wurde er Trainer beim siebentklassigen Landesligisten TUS Schwarz-Weiß Bismark. Hauptberuflich ist Grempler beim Wirtschaftsförderungsamt des Landkreises Stendal tätig.